# Ma saison préférée
Ma saison préférée és una pel·lícula dramàtica francesa del 1993 dirigida per André Téchiné, coescrit per Téchiné i Pascal Bonitzer, i protagonitzat per Catherine Deneuve, Daniel Auteuil i Marthe Villalonga. La història tracta d'un germà i una germana de mitjana edat que reprenen la seva fràgil relació quan es veuen obligats a cuidar la seva mare malalta. Va guanyar la millor pel·lícula en llengua estrangera als Premis de la Boston Society of Film Critics.

## Argument
La Berthe, una vídua anciana, es veu obligada per la seva salut deteriorada a tancar la masia francesa on ha passat gran part de la seva vida. S'instal·la amb la seva filla Émilie i el seu gendre Bruno, que comparteixen una pràctica legal de medicina i tenen dos fills grans: Anne, estudiant de dret, i Lucien, que va ser adoptat. Malgrat els esforços d'Émilie, Berthe no és feliç a la casa burgesa de la seva filla a Blanhac. S'asseu al costat de la piscina enmig de la nit parlant amb ella mateixa i troba la casa pretensiosa. Preocupada per la salut física i mental de la seva mare, l'Émilie fa una visita al seu germà petit solter, Antoine, un neurocirurgià. Fa tres anys que no es veuen, des que es van barallar al funeral del seu pare. L'Émilie informa l'Antoine de l'estat de la seva mare i el convida al sopar de Nadal amb la família.
La nit de Nadal, l'Antoine arriba a casa de la seva germana mentre l'Émilie, el Bruno i l'Anne marxen per a la missa de mitjanit. Antoine s'insta a no deixar-se portar i espatlla la vetllada. Mentre passeja per la casa buscant la seva mare, sorprèn en Lucien, que treballa en una discoteca de la ciutat, petonejant-se amb Khadija, la secretària marroquina de l'Émilie i de Bruno, que ha estat convidada a passar el Nadal amb la família. Antoine promet no dir res. Quan troba l'habitació de la seva mare, la Berthe està encantada de veure'l, però es queixa de viure amb l'Émilie. No li agrada Bruno, no té cap afecte pels néts i no valora els esforços de l'Émilie per posar-la a gust. El sopar és animat, però després que els joves marxen cap a l'habitació de Lucien, els temperaments s'inflamen entre Bruno i Antoine i s'intercanvien cops. Antoine se'n va amb el nas sagnat i Berthe se'n va amb ell. Parlant més tard amb Bruno, l'Émilie diu que odia el que s'han convertit. Anne es distreu per la disputa de la família i busca consol en Khadija.
La Berthe torna a viure sola a la seva granja però pateix un ictus. Això obliga l'Émilie a visitar el seu germà una vegada més. Antoine s'ha traslladat a un petit apartament a Tolosa de Llenguadoc. S'alegra de saber que l'Émilie s'ha separat de Bruno. Els germans accepten col·locar la seva mare a una residència d'avis. Agafen la Berthe i en el trajecte recorden els vells temps. Quan l'Émilie i l'Antoine canten com quan eren nens, la Berthe s'anima. En una parada durant el viatge, l'Antoine compleix un somni d'infantesa i es submergeix en un riu. Berthe presenta els seus fills al director de la residència de jubilats. Va cuidar molt els seus fills i ara són dos professionals de gran èxit que estan massa ocupats per cuidar-la, diu amargament. Pressionada pel seu germà, Émilie passa la nit a l'apartament d'Antoine. Li dona una droga per ajudar-la a dormir i s'uneix a Khadija i Anne al bar on treballa en Lucien. L'Anne ara ha abandonat els seus estudis de dret i treballa en una botiga de música. Lucien i Khadija tenen una relació difícil. Antoine intenta reavivar la proximitat infantil que va gaudir amb la seva germana.
Quan l'Antoine i l'Émilie visiten la seva mare a la residència d’avis, la seva salut física i mental s'ha deteriorat molt. Diu que voldria haver tingut un tercer fill perquè aquest nen s'hauria fet càrrec d'ella. L'Émilie i l'Antoine treuen la seva mare de la residència d'avis. Un examen a l'hospital on treballa l'Antoine confirma la seva sospita que la Berthe està en el seu darrer declivi. L'Émilie torna a casa seva a Blanhac. L'Antoine entra a casa per parlar amb ella i discuteixen. Es recriminen entre ells el seu comportament envers la seva mare. Sentint-se culpable, Antoine intenta suïcidar-se a mitges, saltant des del balcó del seu apartament i trencant-se una cama. Berthe mor sola a l'hospital. Després del funeral, Antoine, Émilie, Bruno, Lucien, Anne i Khadija es troben a la casa de Blanhac i esmorzen a l'aire lliure. Durant la conversa, l'Anne pregunta als altres quina és la seva estació preferida ja que no en té. Abans de la marxa d'Antoine, Émilie recita un poema que va aprendre com a cançó quan era petita. La cantava mentre esperava a l'escola les vacances per retrobar-se amb l'Antoine.

## Repartiment
- Catherine Deneuve com Émilie
- Daniel Auteuil com a Antoine
- Marthe Villalonga com a Berthe
- Jean-Pierre Bouvier com a Bruno
- Chiara Mastroianni com a Anne
- Carmen Chaplin com a Khadija
- Anthony Prada com a Lucien
- Michèle Moretti com a directora
- Jacques Nolot com a home al cementiri
- Bruno Todeschini com l'amant d'Émilie
- Jean Bousquet com el pare d'Émilie
- Roschdy Zem com a Medhi
- Ingrid Caven com a cantant al bar

## Producció
Ma saison préférée està basada en un guió original del director André Téchiné que ell i el guionista i actor Pascal Bonitzer van adaptar per a la pantalla. Per als papers principals, Téchiné va seleccionar Deneuve i Auteuil; va ser la seva tercera col·laboració, després d'haver treballat junts en el drama policial de Gérard Pirès L'Agression (1975) i el de Claude Lelouch À nous deux (1979). Mastroianni, filla de Catherine Deneuve i Marcello Mastroianni, i Chaplin, una néta de Charlie Chaplin, van debutar al cinema. El rodatge principal va tenir lloc a Tolosa de Llenguadoc i al departament de l'Alta Garona.

## Llançament

### Taquilla
Ma saison préférée es va estrenar el 14 de maig de 1993 com a pel·lícula d'obertura al 46è Festival Internacional de Cinema de Canes. Amb 1,1 milions d'entrades venudes, segueix sent el major èxit de taquilla de Téchiné a França. La pel·lícula inicialment no va poder adquirir un distribuïdor nord-americà i es va estrenar als Estats Units només tres anys més tard, després del modest èxit artístic de la següent pel·lícula de Téchiné, Els joncs salvatges. Va guanyar 760.865 dòlars a la taquilla nord-americana, una quantitat respectable per a una pel·lícula d'art en llengua estrangera.

### Recepció crítica
La pel·lícula va rebre en general bones crítiques. És àmpliament considerat, amb Els joncs salvatges i Les Voleurs, un dels millors de Téchiné. Rotten Tomatoes informa que el 92% de 12 crítics li van donar una crítica positiva.
Roger Ebert del Chicago Sun-Times anomenat La meva temporada preferida "Una d'aquelles pel·lícules intrigants que funciona sense una trama, i utilitza en canvi una intensa curiositat pels seus personatges" . A la seva ressenya per a The New York Times, Janet Maslin va escriure que la pel·lícula "troba que el director investiga problemes creïbles amb honestedat, intel·ligència i tacte... Téchiné es fa ressò de la intrepidesa emocional d'un Bergman o Cassavetes per intentar capturar l'essència difícil i rebel de la vida interior dels seus personatges". Va anomenar la pel·lícula una "història intensa i commovedora de pèrdua i renovació". El crític de cinema en línia James Berardinelli va elogiar la pel·lícula i va escriure: "Per a aquells que gaudeixen de drames de personatges rics i complexos, l'arribada de Ma saison préférée és un motiu de celebració". Edward Gutmann de The San Francisco Chronicle va elogiar l'aspecte de la pel·lícula. Lisa Schwarzbaum de Entertainment Weekly la va considerar "madura i pensativa". Todd McCarthy de Variety va trobar la trama "avorrida".

## Premis i nominacions
- Boston Film Critics (EUA)
  - Guanyadora: Millor pel·lícula en llengua estrangera
- 46è Festival Internacional de Cinema de Canes (França)
  - Nominada: Palma d'Or (André Téchiné)[4]
- 19a cerimònia dels Premis César (França)[5]
  - Nominació al César a la millor pel·lícula
  - Nominació al César al millor director (André Téchiné)
  - Nominació al César a la millor actriu (Catherine Deneuve)
  - Nominació al César al millor actor (Daniel Auteuil)
  - Nominació al César a la millor actriu secundària (Marthe Villalonga)
  - Nominació al César a la millor actriu revelació (Chiara Mastroianni)
  - Nominació al César al millor guió o adaptació original (André Techiné, Pascal Bonitzer)
- Festival de Gramado (Brasiil)
  - Nominada: Kikito d'Or – Millor pel·lícula llatina (André Téchiné)